# Бъд Спенсър
Бъд Спенсър (на английски: Bud Spencer) е псевдонимът, под който е известен италианският актьор Карло Педерсоли (на италиански: Carlo Pedersoli). Роден е на 31 октомври 1929 г. в Неапол. Преди да добие известност в киното, постига успехи в плуването – той е първият италианец, преплувал 100 м свободен стил за време под 1 минута. По образование е юрист. Сред най-известните му филми в киното са тези, в които си партнира с Терънс Хил.

## Биография
През 1940 г. семейството на Спенсър се мести в Рим, където шест години по-късно той започва да следва химия. Спенсър обаче прекъсва обучението си, защото заедно с фамилията се мести отново – този път в Южна Америка. Там той работи на различни постове – работник във фабрика в Рио де Жанейро, библиотекар в Буенос Айрес, секретар в италианското посолство в Уругвай. Завръща се в Италия през 1948 г. и се записва да учи право. След като прекратява спортната си карера и получава докторска степен по право, Спенсър отново отива в Южна Америка, където работи като надзирател на строежа на Панамериканската магистрала, а по-късно и във фабрика за автомобили в Каракас. След като се завръща в Рим, през 1960 г. Спенсър се жени за Мария Амато, която познава от 15 години, която му ражда три деца – Джузепе (1961), Кристине (1962) и Диаманте (1972). Нейният баща – Пепино Амато е един от най-известните италиански филмови продуценти (Сладък живот). През 1965 г. Спенсър основава продуцентска компания, която продуцира предимно документални филми за животни за телевизия РАИ. Покрай снимките за филма Давайте още, момчета! той се запалва по летенето и през 1975 г. се сдобива с разрешително за пилот на хеликоптер, а през 1977 г. – и за самолет. През 1981 г. основава товарната авиокомпания Мистрал Ер, която по-късно продава, а с парите купува текстилна фабирика, в която произвежда детски дрехи. През 2005 г. Спенсър прави опит да влезе в политиката, кандидатирайки се за регионален съветник за областта Лацио от партията на Силвио Берлускони Форца Италия, но губи изборите.

### Спортна кариера
Спенсър започва да тренира плуване през 1937 г. На 19 септември 1950 г. той подобрява националния рекорд на Италия на 100 метра Свободен стил, заковавайки хронометрите на 59,5 секунди, превръщайки се в първия италианец, слязъл под една минута на тази дистанция. Година по-късно печели два сребърни медала на Средиземноморските игри в Египет – на 100 метра свободен стил и 3х100 смесена щафета. През 1952 и 1956 г. участва на Олимпийските игри в Хелзинки и Мелбърн, като и в двата случая отпада на полуфиналите на 100 м свободен стил. Спенсър е седемкратен шампион на Италия по плуване – 100 метра свободен стил, както и четирикратен в щафетите 4х200 свободен стил, 3х100 и 4х100 смесена щафета. Освен това през 1954 г. става шампион на Италия по водна топка с отбора на Лацио, а през 1951 г. – и на Средиземноморските игри. През 1957 г. преустановява спортната си кариера. На 17 януари 2005 г. е награден от италианската федерация по плуване с наградата Златен кайман, а две години по-късно получава дипломи за треньор по плуване и водна топка. По думите на Томазо Пезапане, вицепрезидент на отбора по водна топка на Лацио, през 50-те години Спенсър става първият човек, преплувал Неаполитанския залив в посока Капри – Неапол (30 км).

### Музикална кариера
Между 1960 и 1964 г. Спенсър работи в италианската музикална компания RCA. Той композира песни за известни изпълнители като Рита Павоне, Орнела Ванони и Нико Фиденко, а освен това пише и музика за филми. Освен това свири на китара и изпълнява писани от него песни в множестно барове и клубове. През 1964 г. прекратява договора си с RCA. През 2003 г. Спенсър издава албум с композирани и изпълнени от него неаполитански песни.

### Кариера в киното и телевизията
Кариерата на Спенсър в киното започва с роля като статист в гвардията на император Нерон във филма Quo vadis от 1951 г. Следват още няколко малки роли в Siluri umani (1954), Един герой на нашето време (1955), Il Cocco di mamma (1957), Сбогом на оръжията (1957). През 1959 г. играе в Ханибал. Любопитното е, че в този филм участва и неговият партньор на екрана Терънс Хил, но по това време двамата още не се познават.
През 1967 г. е сниман първият филм, в който на екрана като главни актьори си партнират Бъд Спенсър и Терънс Хил. Това е Бог прощава, аз не! и не е комедия, в каквито предимно участват двамата, а съвсем сериозен спагети-уестърн. С този филм двамата приемат своите псевдоними – от една страна за да се котират по-добре филмите, а от друга защото Спенсър не иска да използва името, с което вече е добил известност в плувния басейн. Докато Марио Джироти избира Терънс Хил от списък с 20 имена, получен от продуцентите, Спенсър избира комбинация от името на починалия през същата година негов любим американски актьор Спенсър Трейси и любимата му бира Бъдуайзер.
Същинският пробив идва с филма Наричат ме Светата троица от 1969 г. и неговото продължение Все още ме наричат Светата троица от 1971 г. С тях Спенсър и Хил добиват широка популярност в цяла Европа, но също така и по света. Ражда се нов жанр комедии, в който изобилстват смешните диалози и не по-малко разсмиващите побоища. В запазена марка на Бъд Спенсър се превръщат ударът с двете длани по двете страни на главата и ударът с юмрук, нанесен от горе надолу по главата, с който довършва съперниците си.
През 70-те години излизат осем филма със Спенсър и Хил, а само Спенсър снима още 13. За някои от тях Спенсър композира музиката, за други пише сценария. Последният филм с двамата актьори за известно време е Суперченгета от Маями от 1985 г. През 1988 г. Спенсър за първи път участва в сериал – Big Man, като отново помага и със сценария. В началото на 90-те се снима в много успешния в Италия сериал Detective Extralarge, като в първия сезон си партнира с Филип Майкъл Томас от Маями Вайс, а във втория – с Майкъл Уинслоу от Полицейска академия. През 1994 г. излиза последният му филм с Терънс Хил – Битката преди Коледа. След сериала Ние сме ангели, в който отново си партнира с Филип Майкъл Томас, Спенсър започва да се снима в по-малки роли, в които не раздава правосъдие с юмруци.

### Работа като изобретател
Всестранно развитата личност на Спенсър проличава и от работата му като изобретател. Той притежава няколко патента на изобретени от него неща, като например трицевна ловна пушка (1981) и специална ключалка за врата (1990). Неговите патенти обаче са с изтекла давност заради неплащане на таксите. Често срещаното твърдение, че е патентовал и четка за зъби с вградена паста за зъби, се оказва невярно, след като през 1995 г. самият Спенсър разяснява, че не става въпрос за патент, а за полезен модел.

## Филмография
С удебелен шрифт са филмите, в които си партнира с Терънс Хил в главните роли

## Избрана филмография
| година | филм                              | оригинално заглавие                 | роля                            | режисьор          |
| ------ | --------------------------------- | ----------------------------------- | ------------------------------- | ----------------- |
| 1951   | Quo vadis                         | Quo vadis                           | Охрана на императора            | Мървин Лерой      |
| 1954   |                                   | Siluri umani                        | Маряни                          | Антонио Леонвиола |
| 1955   | Герой на нашето време             | Un eroe dei nostri tempi            | Фернандо                        | Марио Моничели    |
| 1957   |                                   | Il Cocco di mamma                   | Оскар                           |                   |
| 1957   | Сбогом на оръжията                | A Farewell to Arms                  | Карабинер                       | Чарлз Видор       |
| 1959   | Ханибал                           | Annibale                            | Рутарио                         | екип              |
| 1967   | Бог прощава, аз не!               | Dio perdona... Io no!               | Хъч (Джекас) Беси               | Джузепе Колици    |
| 1968   | Днес за мен ... утре за вас!      | Oggi a me... domani a te!           | О'Баниън                        | Тонино Черви      |
| 1968   | Извън закона                      | Al di là della legge                | Джеймс Купър                    | Джорджо Стеяни    |
| 1968   | Четиримата от Аве Мария           | I quattro dell'Ave Maria            | Хъч Беси                        | Джузепе Колици    |
| 1969   | Бог е с нас                       | Dio è con noi                       | Ефрейтор Йелинек                | Джулиано Монталдо |
| 1969   | Армия от пет мъже                 | Un esercito di cinque uomini        | Месито                          | Дон Тейлър        |
| 1969   | Хълмът на ботушите                | La collina degli stivali            | Хъч Беси                        | Джузепе Колици    |
| 1970   | Наричат ме Светата троица         | Lo chiamavano Trinità...            | Бамбино (Лявата ръка на дявола) | Енцо Барбони      |
| 1971   | Черният пират                     | Il corsaro nero                     | Черепа                          | Енцо Джика        |
| 1971   | Все още ме наричат Светата троица | ...continuavano a chiamarlo Trinità | Бамбино                         | И. Би. Клъчър     |
| 1971   |                                   | 4 mosche di velluto grigio          | Диомед / Годфри                 | Дарио Ардженто    |
| 1972   | Черният торинец                   | Torino nera                         | Росарио Рао                     | Карло Лидзани     |

- Si può fare... amigo, 1972
- Давайте още, момчета!/Две небесни кучета на път за ада, 1972 (Più forte, ragazzi!)
- Една причина да жиееш и една да умреш, 1972 (Una ragione per vivere e una per morire)
- Дори ангелите ядат боб, 1973 (Anche gli angeli mangiano fagioli)
- Супер агенти, 1973 (Piedone lo sbirro)
- Пазете се, бесни сме!, 1974 (...Altrimenti ci arrabbiamo!)
- Двамата мисионери, 1974 (Porgi l'altra guancia)
- Пиедоне в Хонг Конг, 1975 (Piedone a Hong Kong)
- Наемният войник, 1976 (Il soldato di ventura)
- Чарлстън, 1977 (Charleston)
- Полицаи по неволя, 1977 (I due superpiedi quasi piatti)
- Пиедоне в Африка, 1978 (Piedone l'africano)
- Наричаха го Булдозер, 1978 (Lo chiamavano Bulldozer)
- Наравно, 1978 (Pari e dispari)
- Uno sceriffo extraterrestre - poco extra e molto terrestre, 1979
- Аз съм за хипопотама, 1979 (Io sto con gli ippopotami)
- Пиедоне в Египет, 1980 (Piedone d'Egitto)
- Chissà perché... capitano tutte a me, 1980
- Бъди отива на Запад, 1981 (Occhio alla penna)
- Който намери приятел, намира съкровище, 1981 (Chi trova un amico, trova un tesoro)
- Куче и котка/Крадци и джебчии, 1982 (Cane e gatto)
- Банановият Джо, 1982 (Banana Joe)
- Бомбардировач, 1982 (Bomber)
- Родени с късмет/Двете мечки, 1983 (Nati con la camicia)
- Двойни неприятности, 1984 (Non c'è due senza quattro)
- Суперченгетата на Маями, 1985 (Miami Supercops)
- Аладин, 1986 (Superfantagenio)
- Big Man, 1988 – 1989, 6 епизода
- Detective Extralarge, 1990 – 1993, 12 епизода
- Un piede in paradiso, 1991
- Битката преди Коледа, 1994 (Botte di Natale)
- Ние сме ангели, 1997 (Noi siamo angeli), 6 епизода
- Fuochi d'artificio, 1997
- Al límite, 1997
- Hijos del viento, 2000
- Tre per sempre, 2002
- Песен, скрита зад паравана, 2002 (Cantando dietro i paraventi)
- Padre Speranza, 2005
- Mord ist mein Geschäft, Liebling, 2009
- I delitti del cuoco, 2010 13 епизода